# 2040
2040 (MMXL) е високосна година, започваща в неделя според Григорианския календар. Тя е 2040-а година от новата ера, четиридесетата от третото хилядолетие и първата от 2040-те.
Съответства на:
- 1489 година по Арменския календар
- 6791 година по Асирийския календар
- 2991 година по Берберския календар
- 1402 година по Бирманския календар
- 2584 година по Будисткия календар
- 5800 – 5801 година по Еврейския календар
- 2032 – 2033 година по Етиопския календар
- 1418 – 1419 година по Иранския календар
- 1461 – 1462 година по Ислямския календар
- 4736 – 4737 година по Китайския календар
- 1756 – 1757 година по Коптския календар
- 4373 година по Корейския календар
- 2793 години от основаването на Рим
- 2583 година по Тайландския слънчев календар
- 129 година по Чучхе календара